# Sequestro di Bruno Labate
Il sequestro di Bruno Labate, sindacalista CISNAL dello stabilimento FIAT di Mirafiori a Torino, avvenuto lunedì 12 febbraio 1973, fu la prima azione rilevante delle Brigate Rosse nella capitale dell'industria automobilistica italiana.

## Il sequestro
L'attenzione delle BR verso la Cisnal a Torino iniziò l'11 gennaio 1973 quando la sede provinciale della Cisnal di Torino fu assalita da un commando delle BR.
Labate, segretario provinciale della CISNAL, il sindacato legato al Movimento Sociale Italiano, venne catturato alle 9,30 di mattina in via Biamonti 15 a Torino, messo su un furgone ove iniziò il suo interrogatorio, che fu completato in una stanza semibuia in un appartamento brigatista sulle colline torinesi, finendo per essere interrogato per alcune ore.
Quindi venne rasato a zero, messo in mutande e portato alle 13:25 vicino al cancello n.1 di entrata e uscita degli operai della fabbrica di Mirafiori, in coincidenza dell'ora di uscita degli operai del turno di lavoro mattutino. Il sindacalista fu incatenato ad un palo, con un cartello appeso al collo, inneggiante all'organizzazione della resistenza proletaria sul terreno della lotta armata, mentre i quattro brigatisti Renato Curcio, Margherita Cagol, Paolo Maurizio Ferrari e Alfredo Bonavita a viso scoperto distribuivano tranquillamente volantini agli operai presenti, anzi nel racconto di Curcio ci fu qualche applauso.
 Labate rimase alla gogna circa un'ora, circondato dagli operai che lo dileggiavano fino all'arrivo delle forze dell'ordine che lo liberarono e non ottennero dai presenti alcuna indicazione utile per individuare i brigatisti.

### La rivendicazione
Il sequestro fu rivendicato con un volantino diffuso e appeso nelle bacheche iniziante con la frase: "Questo è Bruno Labate segretario provinciale della CISNAL, pseudo-sindacato fascista che i padroni mantengono nelle nostre fabbriche per dividere la classe operaia, per organizzare il crumiraggio, per mettere a segno aggressioni e provocazioni, per infiltrare ogni genere di spie nei reparti." Proseguiva spiegando che Labate era stato sequestrato per essere interrogato sulla collusione del suo sindacato con i vertici aziendali, le provocazioni contro gli operai come "l'ultima alla porta 17", per dimostrare che non vi erano 12000 fascisti alla Fiat, come viceversa dichiarato dalla Cisnal a un settimanale di destra, per impedire ai fascisti di radicarsi nelle fabbriche. Il messaggio terminava con la frase "Lo abbiamo rimesso in libertà rapato e senza braghe per dimostrare ad un tempo l’assoluto ribrezzo che incutono i fascisti e la necessità di colpirli ovunque, duramente con ogni mezzo fino alla completa liberazione delle nostre città. - GUERRA AL FASCISMO DI ALMIRANTE E ANDREOTTI! LOTTA ARMATA PER IL COMUNISMO!"

## Eventi successivi
Poco tempo dopo questo sequestro alla Fiat iniziò un periodo di lotta operaia per il rinnovo del contratto nazionale dei metalmeccanici, con l'occupazione dello stabilimento di Mirafiori e l'organizzazione degli operai nel movimento detto dei "fazzoletti rossi".